# هیراتاکه یانو
هیراتاکه یانو (矢野 博丈؛ ۱۹ آوریل ۱۹۴۳ – ۱۲ فوریه ۲۰۲۴) یک تاجر ژاپنی بود که بنیان‌گذار زنجیره خرده‌فروشی تخفیف‌دار دایسو بود.

## زندگی‌نامه
هیراتاکه یانو در سال ۱۹۴۳ با نام کورو کوریهارا در پکن به دنیا آمد. او پنج برادر و سه خواهر داشت. پدرش و دو برادرش پزشک بودند.
پس از پایان جنگ جهانی دوم، خانواده یانو به زادگاه پدرش هیگاشی هیروشیما نقل مکان کردند. یانو در دوران تحصیل در دبیرستان کوکوتایجی هیروشیما در هیروشیما به بوکس روی آورد و نماینده استان هیروشیما در رشته بوکس شد. او برای اردوگاه آمادگی ورزشکاران المپیک انتخاب شد.
پدر یانو او را به دانشگاه نفرستاد مگر آنکه در رشته‌های علوم یا مهندسی تحصیل کند که منجر به شغل خوبی شود، بنابراین او نتوانست برای بورسیه ورزشی درخواست دهد. او در آزمون‌های ورودی ۱۶ دانشگاه مختلف شکست خورد و سپس در دانشکده شبانه مهندسی عمران دانشگاه چو پذیرفته شد. یانو در سال ۱۹۶۷ از دانشکده علوم و مهندسی دانشگاه چو فارغ‌التحصیل شد و در رشته مهندسی عمران مدرک کارشناسی گرفت، اما در یافتن شغل با مشکل مواجه شد.
یانو در دوران تحصیل با کاتسوو یانو ازدواج کرد. او نام خانوادگی همسرش را پذیرفت زیرا فکر می‌کرد برای معاملات تجاری از کوریهارا بهتر به نظر می‌رسد. با مشکلاتی که برای پیدا کردن شغل پس از فارغ‌التحصیلی داشت، یانو و همسرش کسب‌وکار پرورش ماهی زینتی پدرش را به عهده گرفتند. اما این کسب‌وکار موفق نشد و یانو در عرض سه سال ورشکست شد. یانو، همسرش و فرزند کوچکشان هیروشیما را ترک کرده و به توکیو رفتند.
یانو سپس به امتحان شغل‌های مختلف پرداخت. او سه ماه به فروش دایرةالمعارف مشغول بود تا اینکه متوجه شد در این کار مهارت ندارد. بعد از آن در یک سالن بولینگ کار کرد و سپس در یک شرکت بازیافت مقوا و کاغذ مشغول به کار شد که این کار به او کمک کرد تا برخی از بدهی‌هایش را پرداخت کند. خانواده به هیروشیما بازگشتند و یانو شروع به کار در یک شرکت توزیع سیار کرد. این مسیر در نهایت منجر به تأسیس شرکت دایسو شد.
یانو در تاریخ ۱۲ فوریه ۲۰۲۴ در سن ۸۰ سالگی درگذشت.

## دایسو
یانو اولین شرکت خود را با نام یانو شوتن (فروشگاه یانو) در سال ۱۹۷۲ زمانی که ۲۹ سال داشت تأسیس کرد. در این زمان، او اجناس خود را از پشت کامیون می‌فروخت و آن‌ها را روی میز ایستاده چوبی سیار به نمایش می‌گذاشت.
در سال ۱۹۷۷، نام شرکت را به دایسو اینداستری تغییر داد و مدل قیمت‌گذاری ۱۰۰ ین را معرفی کرد. یانو در این مورد گفته است که برچسب‌گذاری محصولات با قیمت‌های مختلف برای او و همسرش بسیار وقت‌گیر بود، بنابراین تصمیم گرفتند همه محصولات را با قیمت ثابت ۱۰۰ ین بفروشند. یانو یکی از نخستین خرده‌فروشان در ژاپن بود که مدل تک‌قیمت را به کار گرفت. این تغییر هم‌زمان با آغاز تغییرات در فرهنگ مصرفی ژاپنی‌ها پس از بحران نفتی ۱۹۷۳ و رکود اقتصادی میانه دهه ۱۹۷۰ بود که باعث موفقیت شرکت شد.
در سال ۱۹۸۷ یانو شرکت ۱۰۰ ین دایسو را توسعه داد و در سال ۱۹۹۱ اولین فروشگاه خود را در محل دائمی در شهر تاکاماتسو، استان کاگاوا افتتاح کرد.
یانو به خاطر نگرش زندگی لحظه‌ای‌اش شناخته می‌شد که از تجربیات و شکست‌های مختلفش، به‌ویژه ورشکستگی شیلات پدر همسرش که در دهه ۲۰ زندگی‌اش آن را به عهده گرفت، ناشی شده بود. او در سال ۲۰۰۱ گفت: «بارها شکست خورده‌ام و فکر می‌کردم هرچیزی که امتحان کنم، موفق نمی‌شود. اما ادامه دادم چون فکر کردم کاری دیگر نمی‌توانم انجام دهم.» یانو همچنین در سال ۲۰۰۱ گفته بود: «من فردی باهوش نیستم. هیچ استعدادی ندارم. فقط تمام تلاشم را می‌کنم و سخت کار می‌کنم تا محصولاتم را بفروشم.» در سال ۲۰۱۶، یانو گفت که خود را یک مدیر «عالی» یا «مدرن» نمی‌بیند. او اظهار داشت که هیچ چشم‌انداز یا استراتژی مشخصی ندارد و تنها دوست دارد چیزها را امتحان کند و بر اساس غریزه تصمیم‌گیری کند.
سبک زندگی پرمشغله یانو باعث شد تا در سال ۲۰۱۸ سکته مغزی کند. در سال ۲۰۱۸ یانو پسر کوچک‌تر خود، سیجی یانو را به عنوان رئیس دایسو منصوب کرد و گفت که او دیگر پیر شده و «زمان و من با هم تطابق نداریم». یانو اشاره کرد که صنعت خرده‌فروشی استفاده زیادی از فناوری و رایانه‌ها می‌کند، اما گفت که مهارت لازم برای انجام این کار را ندارد. در سال ۲۰۱۹، او جایزه ملی کارآفرین سال از سوی ای‌وای را دریافت کرد.